# Витражи Риги
Витражи Риги — образцы витражной живописи Риги, являются художественными памятниками различных эпох рижской истории живописи.

## Начальный этап и формирование традиции
Традиции витражного мастерства в Риге восходят к 1541 году, когда в рамках рижской Малой гильдии был официально образован цех стекольщиков. Тогда эта ремесленная корпорация объединила в себе остеклителей окон и витражистов, которые создавали произведения церковной живописи. Работы рижских витражистов отличало высокое мастерство технического исполнения. В качестве примера можно привести дошедшую до наших дней роспись пяти овальных окон главного помещения Малой гильдии, которая была выполнена по заказу латышского цеха даугавских рыбаков в 1713 году.
Именно в этот период, когда отчётливо ощущалось давление традиционной социальной и национальной сегрегации, инициированной и легализованной немецким населением столицы Лифляндии, некоторые подмастерья цеха стекольщиков уже были латышами. Подмастерья-латыши в основном находились на полулегальном положении, хоть даже и получали право работать в стекольных мастерских, принадлежавших немецким мастерам-витражистам. В самой Риге только в конце XIX — начале XX века появилось несколько витражных мастерских, которые могли считаться конкурентоспособными в сравнении с немецкими центрами витражного искусства — тем не менее некоторые (по сути же, наиболее дорогие) заказы вплоть до 1900-х годов выполнялись именно в Германии.

## Творчество Тоде
К ведущим рижским витражистам можно причислить известного латвийского мастера витражного искусства Эрнеста Тоде (1858—1932 годы), в мастерской которого изготавливались ценные образцы витражного искусства для рижских церквей: храма Святого Петра напротив Ратушной площади, церкви Святого Иоанна на улице Скарню, Домской церкви, а также для неоготической доминанты нового центра Риги — Старой церкви Гертруды. Его витражи пользовались большой популярностью — для любой рижской церкви было вопросом моды и престижа заказать витраж именно в мастерской Тоде, а уж за качество продукции можно было не беспокоиться. Мастерская Тоде существовала с 1895 по 1909 годы, и не только церкви почитали за честь получить из неё шедевр витражной живописи — в вестибюле и на втором этаже здания Академии художеств находятся витражи Тоде, обладающие высокой художественной ценностью. Их насыщенная растительная орнаментальность и эмблемно-символическая нагруженность (например, символическое изображение яблонь) указывает на принадлежность к стилевой концепции модерна, внесшего большой вклад в развитие архитектурной традиции Риги начала прошлого века.
Часто к витражной технике обращались и «традиционные» художники, такие как основоположник национальной плановой живописи Янис Розенталь. Выпускник Санкт-Петербургской АХ 1894 года отметился витражами трёх композиций в здании по адресу Домская площадь, 8. Работы Эрнеста Тоде пользовались популярностью в России, многие его витражи до сих пор украшают здания Петербурга. Они также находятся в Государственном музее истории религии (Санкт-Петербург) и экспонируются на временных выставках как характерных образцы витражного искусства XIX века.

## Творчество Бренценса
Мастер витражной живописи Карлис Андреевич Бренценс (1879—1951) в своём витражном творчестве пытался отобразить основные идейные веяния национального творчества. В частности, его витражное творчество изобилует изящно обыгранными этнографическими мотивами. В то же время часто в его работах можно отметить тенденцию к лаконизму в создании цветовых плоскостей, которые оставляют у зрителя впечатление монументальности. Заслуживают внимания его работы начала 1900-х, например, «Петух в снегу» (1903), а также портретное витражное изображение «Кришьянис Валдемарс» (1912).
Бренценс продолжил работать в условиях парламентской Латвии межвоенного периода. В 1930-е годы он получил заказ от богатейшего человека Латвии журналиста и книгоиздателя Антона Беньямина (супруга первой бизнес-леди страны Эмилии Беньямин) и выполнил два примечательных витража для его рижской резиденции — «Лачплесис» и «Замок света».

## Межвоенный период
В межвоенный период активно работал рижский график и витражист Сигизмунд Видберг (1890—1970), который создал пять витражей на тему труда для дома Совета профсоюзов (современная улица Бруниниеку, 29/31). известным витражистом межвоенной республики был Никлавс Струнке (1894—1966), до наших дней дошла его витражная композиция «В школу» для школьного здания по улице Маскавас, 197. В Музее истории Риги и мореходства хранятся его творения для Дома офицеров, располагавшегося в 1930-е годы на месте современного Дома конгрессов. Для здания Большой гильдии, которое в советское время являлось зданием Государственной филармонии, мастер-витражист Ансис Цирулис (1883—1942) создал ряд аллегорических витражей: «Ремесло», «Строительство», «Торговля» и «Мореходство». Стоит отметить работу Екаба Шкерстенса (1890—1941), который является автором семи витражных композиций в доме по адресу улица Тербатас, 7.

## Советский период
В советский период наблюдалось развитие традиций витражного искусства. Развивалось портретное искусство — известны витражи Екаба Бине (1895—1955 годы), посвящённые Райнису и Андрею Упиту, которые хранятся в Рижском замке, в Музее истории литературы и искусства. Эгон Цесниекс (1915—1978 годы) создал витраж «Праздник песни», который хранится в латвийском Военном музее (в советское время — Музей революции Латвийской ССР). Оба мастера работали совместно в особо важных случаях — к таковым, бесспорно, можно отнести заказ на создание трёх витражных композиций для Верховного Совета Латвийской ССР.
Другой мастер витражного искусства, Артур Янович Муцениекс (1912—1984 годы) создал ряд примечательных витражей, работая совместно с коллегой Эгоном Цесниексом — они носят тематические названия «1905-й год», «1917-й год», «Лачплесис» и «Победа». Эти витражные полотна были выполнены для экспозиции Музея революции Латвийской ССР. Известный советский сценограф, мастер витражной техники и керамической мозаики Гиртс Андреевич Вилкс, с 1947 по 1968 года занимавший пост главного художника Художественного театра Латвийской ССР, также внёс свой весомый вклад в развитие рижской витражной живописи. В период с 1961 по 1964 год он создал серию эскизов к витражам под общим тематическим названием «Латышские стрелки» — эти витражи хранятся в современном Музее истории Латвии (находится в помещениях Рижского замка).
Мастер-живописец Карлис Фрейманис (1909—1987 годы) является автором триптиха «Народная песня», выполненным специально для Государственной библиотеки, которая в советское время носила имя латышского романиста-классика Вилиса Лациса. Он же отметился авторством портретного витражного изображения Владимира Ильича Ленина, которое хранилось в Мемориальном музее его имени в Риге на улице Цесу, 17 (2 апреля 1900 года в этом доме, в квартире петроградского революционера Михаила Александровича Сильвина сделал остановку молодой Ильич). Другой латвийский мастер витражной живописи, Людвиг Берзиньш, создал монументальный витраж «Великая Отечественная война», который хранился в Музее истории медицины. Тенис Давыдовчи Грасис является автором двух примечательных образцов витражного искусства: «Партизаны» (Музей истории Риги и мореходства) и «История борьбы латвийского народа» (Музей истории Латвии).
Наряду с традиционной техникой витражной живописи, которая предполагает использование свинцового каркаса, нередко мастера-витражисты Латвии работают с литым и колотым стеклом. Также применяется широкий спектр витражных техник, из которых основными считаются гравирование, травление, прессование, а также обработка пескоструйным способом. В основном в советский период с 1950-х по 1970-е годы интерьеры зданий украшались скульптурно-объёмными отдельно стоящими витражами.